# Змајан
Змајан (познало и као „Орут“) је веће ненасељено острво у хрватском делу Јадранског мора у Шибенском архипелагу. То је једно од 4 острва која се налазе у акваторији града Водица. 
Острво на којем постоји светионик се налази јужно од Тијата, а северно од Обоњана. Површина острва износи 3,3 км². Дужина обалске линије је 12,272 км.. Највиши врх на острву саименом „Змајан“ висок 142 м, налази се на северозападној страни острва.
Без обзира на његову величину, острво није ни преивремено насељено. Некада су на њему били велики засади винове лозе, маслина и смокава.
Из поморских карата се види да светионик који се налази на рту Сир испод 98 метара високог врха Галебњак, емитује светлосни сигнал: R Bl 3s.